# معاملة المثليين في مدغشقر
يواجه الأشخاص من المثليين والمثليات ومزدوجي التوجه الجنسي والمتحولين جنسياً (اختصاراً: LGBT) في مدغشقر تحديات قانونية واجتماعية لا يواجهها غيرهم من المغايرين جنسيا. يعد النشاط الجنسي المثلي بين الذكور وبين الإناث قانونيا في مدغشقر للأشخاص من 21 سنة فما فوق. لكن يواجه الأشخاص من مجتمع المثليين وصمة عار بين السكان. كما أن المنازل التي يعيش فيها الشركاء المثليون غير مؤهلة للحصول على نفس الحماية القانونية المتاحة للأزواج المغايرين، مع وجود عدة تقارير تتحدث عن مستوى عالي من التمييز والانتهاكات ضد مجتمع المثليين.

## القوانين المتعلقة بالنشاط الجنسي المثلي
يعتبر النشاط الجنسي المثلي بين الأشخاص الذين يبلغون 21 سنة فما فوق في مدغشقر قانوني. ينص قانون العقوبات على السجن لمدة تتراوح من سنتين حتى خمس سنوات وغرامة من مليونين حتى 10 ملايين أرياري مدغشقري (من 900 حتى 4,500 دولار) في حالة القيام بأفعال «فاحشة أو مخالفة للطبيعة مع شخص من نفس الجنس تحت سن 21».

## التبني وتنظيم الأسرة
ينحصر حق تبني الأطفال في مدغشقر فقط للأزواج المتزوجين المغايرين جنسياً.

## الحماية من التمييز
لا يحظر القانون في مدغشقر التمييز على أساس التوجه الجنسي أو الهوية الجنسية.

## ظروف الحياة
ورد في تقرير حقوق الإنسان الصادر عن وزارة الخارجية الأمريكية عام 2011: «يوجد تمييز اجتماعي عام ضد مجتمع المثليين والمثليات ومزدوحي التوجه الجنسي والمتحولين جنسياً. ولم يُناقش التوجه الجنسي والهوية الجندرية في البلاد، وتتراوح المواقف العامة من القبول المُضمر إلى الرفض العنيف، خصوصاً لعاملي الجنس من المتحولين جنسياً». كما وجد التقرير: «كان العاملون الجنسيون من مجتمع المثليين أهدافاً للتعنيف على نحو متكرر، وتضمن ذلك الإساءة اللفظية والرمي بالحجارة ووصل للقتل. يُلاحظ ازدياد الوعي بقضايا الأقليات الجنسية خلال السنوات القليلة الماضية، ويُعزى ذلك إلى الأثر الإيجابي للإعلام، ولكن بقيت المواقف العامة على حالها.»

## ملخص
| قانونية النشاط الجنسي المثلي                                                                  | (كان دوما قانوني)                   |
| المساواة في السن القانوني للنشاط الجنسي                                                       | [ 3 ]                               |
| قوانين مكافحة التمييز في التوظيف                                                              | No                                  |
| قوانين مكافحة التمييز في توفير السلع والخدمات                                                 | No                                  |
| قوانين مكافحة التمييز في جميع المجالات الأخرى (تتضمن التمييز غير المباشر، خطاب الكراهية)      | No                                  |
| قوانين مكافحة أشكال التمييز المعنية بالهوية الجندرية                                          | No                                  |
| زواج المثليين                                                                                 | No                                  |
| الاعتراف القانوني بالعلاقات المثلية                                                           | No                                  |
| تبني أحد الشريكين للطفل البيولوجي للشريك الآخر                                                | No                                  |
| التبني المشترك للأزواج المثليين                                                               | No                                  |
| يسمح للمثليين والمثليات ومزدوجي التوجه الجنسي والمتحولين جنسيا بالخدمة علناً في القوات المسلحة | No                                  |
| الحق بتغيير الجنس القانوني                                                                    | No                                  |
| علاج التحويل محظور على القاصرين                                                               | No                                  |
| الحصول على أطفال أنابيب للمثليات                                                              | No                                  |
| الأمومة التلقائية للطفل بعد الولادة                                                           | No                                  |
| تأجير الأرحام التجاري للأزواج المثليين من الذكور                                              | (غير قانوني للأزواج المغايرين كذلك) |
| السماح للرجال الذين مارسوا الجنس الشرجي التبرع بالدم                                          | No                                  |

## وصلات خارجية
- نصائح حكومة المملكة المتحدة عن العادات والقوانين المحلية في مدغشقر (بالإنجليزية)